# Sint-Andeoluskerk (Bourg-Saint-Andéol)

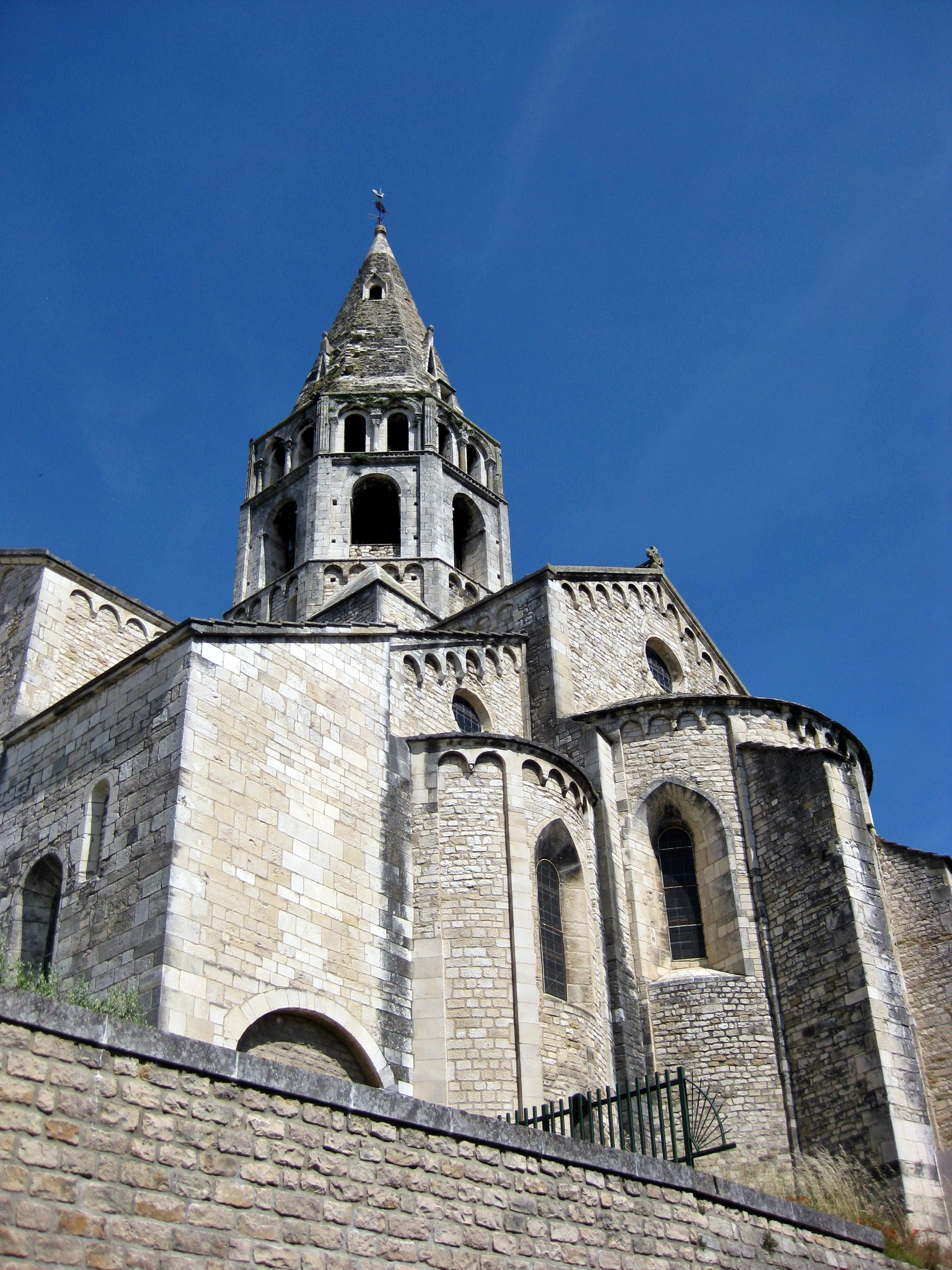
Sint-Andeoluskerk

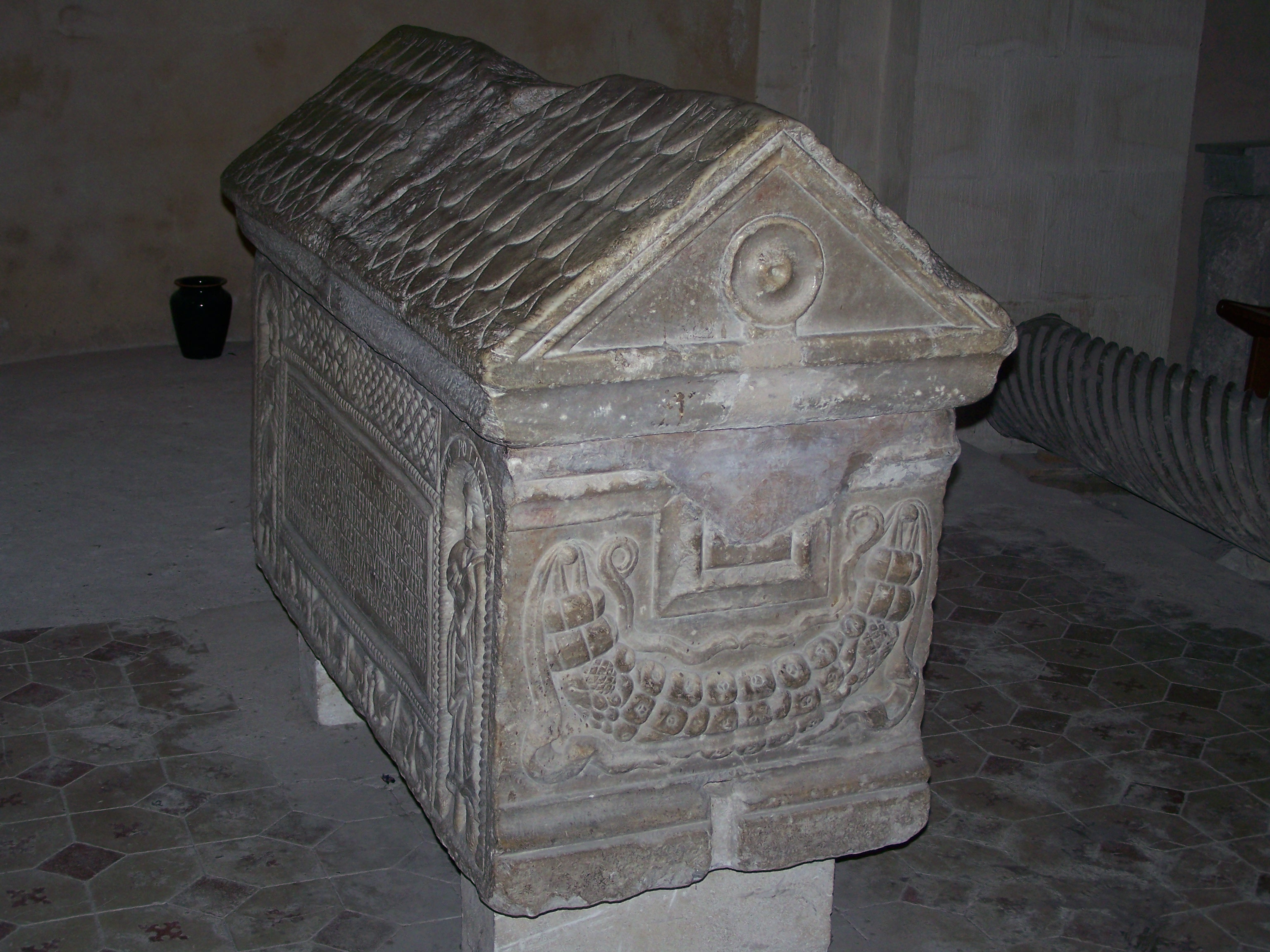
Sarcofaag van Sint-Andeolus

De Sint-Andeoluskerk (Frans: Église Saint-Andéol) is een romaanse kerk in de Franse gemeente Bourg-Saint-Andéol (Ardèche). Deze rooms-katholieke kerk werd in de 12e eeuw gebouwd onder bisschop Léger van Viviers om de relieken van de heilige Andeolus te huisvesten en is een van de belangrijkste kerken van de Rhônevallei.

## Geschiedenis
Op de plaats van de huidige kerk werd in de tweede helft van de 9e eeuw een karolingische kerk gebouwd in opdracht van bisschop Bernoin van Viviers. Hij promootte de cultus van Andeolus, een 3e-eeuwse martelaar  en heilige die als missionaris actief was in Vivarais. Van deze karolingische kerk zijn geen overblijfselen bewaard, buiten de grafsteen van bisschop Bernoin.
Bisschop Léger nodigde in 1108 de reguliere kanunniken van Saint-Ruf in Avignon uit om de nieuwe kerk met de relieken van de heilige Andeolus te bedienen. Maar deze kanunniken werden als snel verjaagd door de seculiere geestelijken van  Bourg-Saint-Andéol die deze belangrijke bedevaartsplaats voor zichzelf wensten. Dit leidde tot een juridisch steekspel dat tientallen jaren duurde en pas in 1206 definitief beslecht werd door paus Innocentius III, die de terugkeer van de reguliere kanunniken naar Bourg-Saint-Andéol beval. Zij bleven de kerk bedienen tot 1772, het jaar dat deze reguliere kanunniken geseculariseerd werden.
Tijdens de Hugenotenoorlogen werd de kerk in 1568 beschadigd en geplunderd door de katholieke troepen van François de Beaumont, baron van Les Adrets. Van het einde van de 16e eeuw tot 1742 zetelden de bisschoppen van Viviers de facto in Bourg-Saint-Andéol. De kerk onderging verbouwingen tijdens de 17e en de 18e eeuw. Tijdens de 18e eeuw werd een vierde apsis afgebroken.
In 1854 werd de kerk beschermd als historisch monument maar verkeerde op dat moment in zeer slechte staat. Er volgde een grondige restauratie tussen 1862 en 1868, maar hierbij ging een deel van de authenticiteit verloren, met name aan de binnenzijde van de apsis.

## Beschrijving
De kerk is opmerkelijk door het chevet, de transept en de 12e-eeuwse, achthoekige vieringtoren. De drie relatief hoge apsissen hebben bogen in lombardische stijl. Tijdens de 17e eeuw werden steunberen toegevoegd om de kerk, die erg beschadigd was tijdens de Hugenotenoorlogen, te stutten. De westelijke gevel is 18e-eeuws en wordt bekroond met een 16e-eeuws klokkentorentje met een uurwerk erop bevestigd.
In het interieur is de eerste verdieping bescheiden qua versiering terwijl de tweede verdieping rijkelijker versierd is. Het gewelf van de kerk is 17 meter hoog. De transept is bekroond met een koepel met een maximale hoogte van 24 meter.
In de kerk bevindt zich de sarcofaag waarin de relieken van de heilige Andeolus worden bewaard. Het gaat om een oorspronkelijk Romeinse en heidense sarcofaag waarin een 5-jarige jongen werd begraven. Het Romeinse opschrijft op een zijde van de sarcofaag is bewaard. De sarcofaag werd tussen de 9e en de 12e eeuw bewaard in de Sint-Polycarpuskapel van Bourg-Saint-Andéol en verhuisde in de 12e eeuw naar de nieuwe Sint-Andeoluskerk. In die periode werd een zijde van de sarcofaag gebeeldhouwd met een voorstelling van twee heiligen en een opschrift.

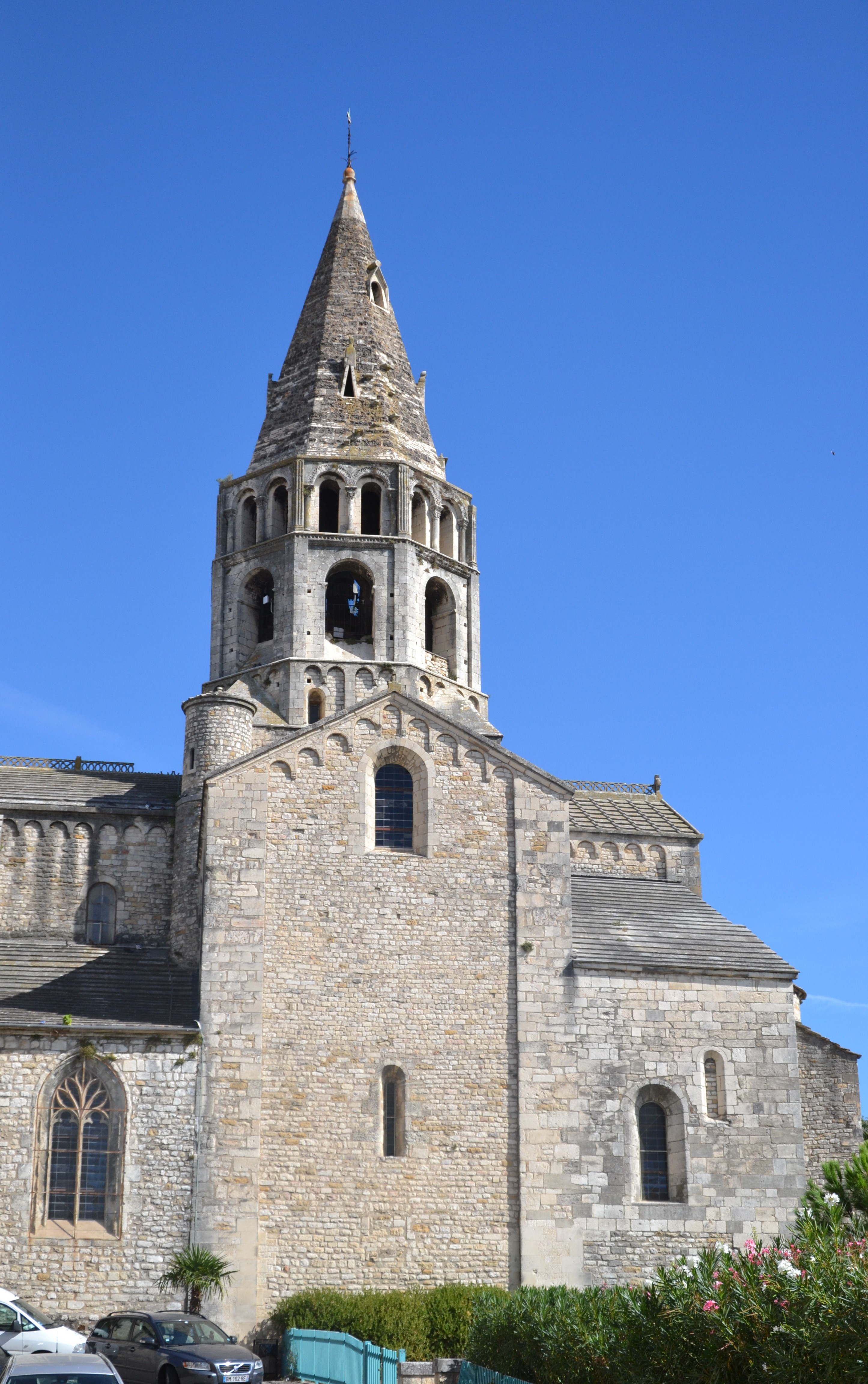
Vlieringtoren
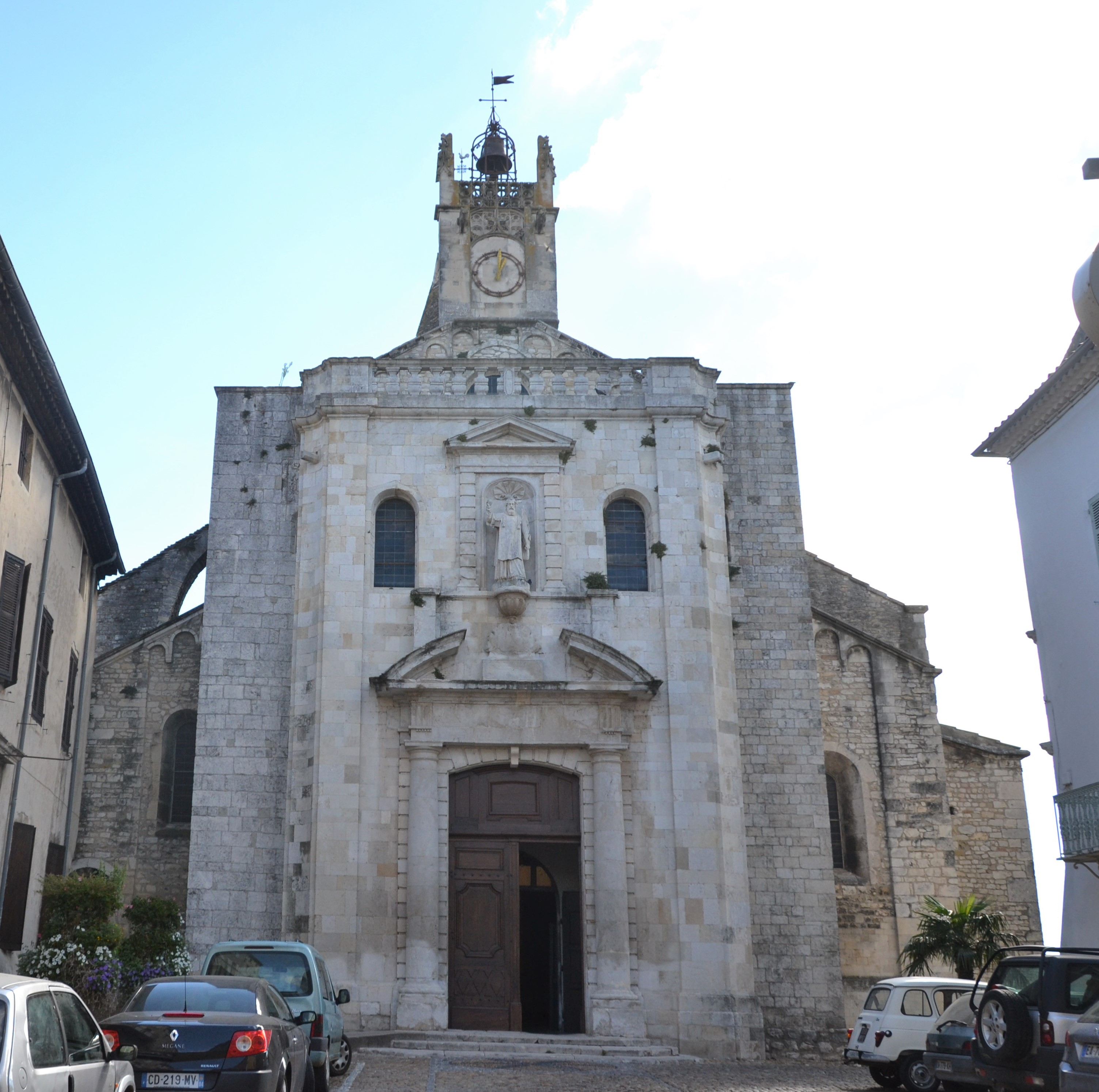
Westelijke gevel
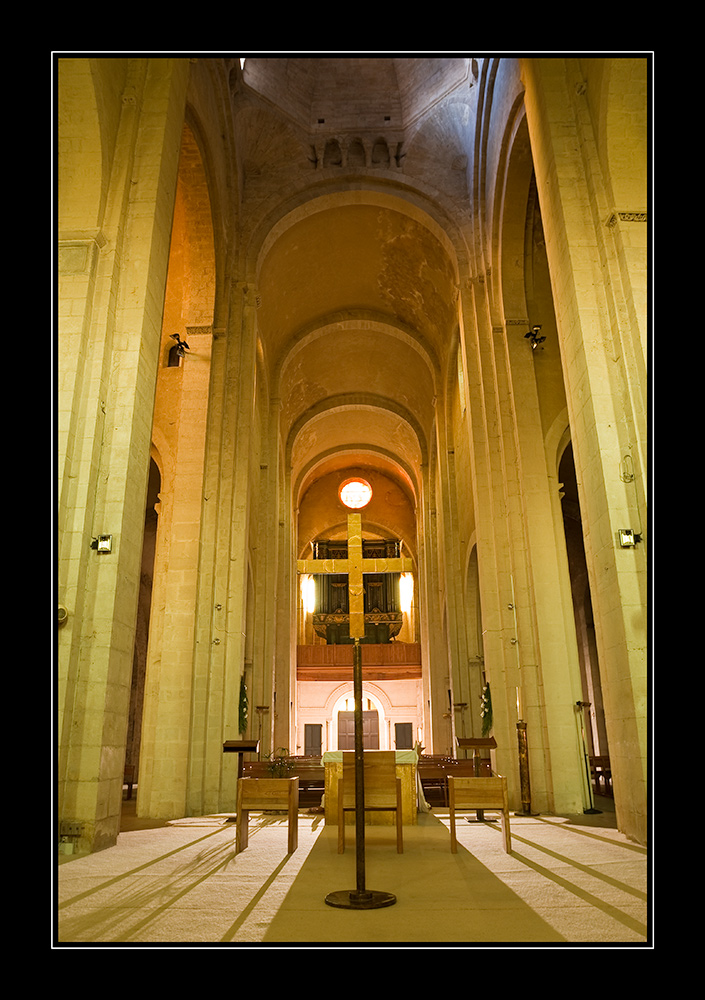
Binnenzijde
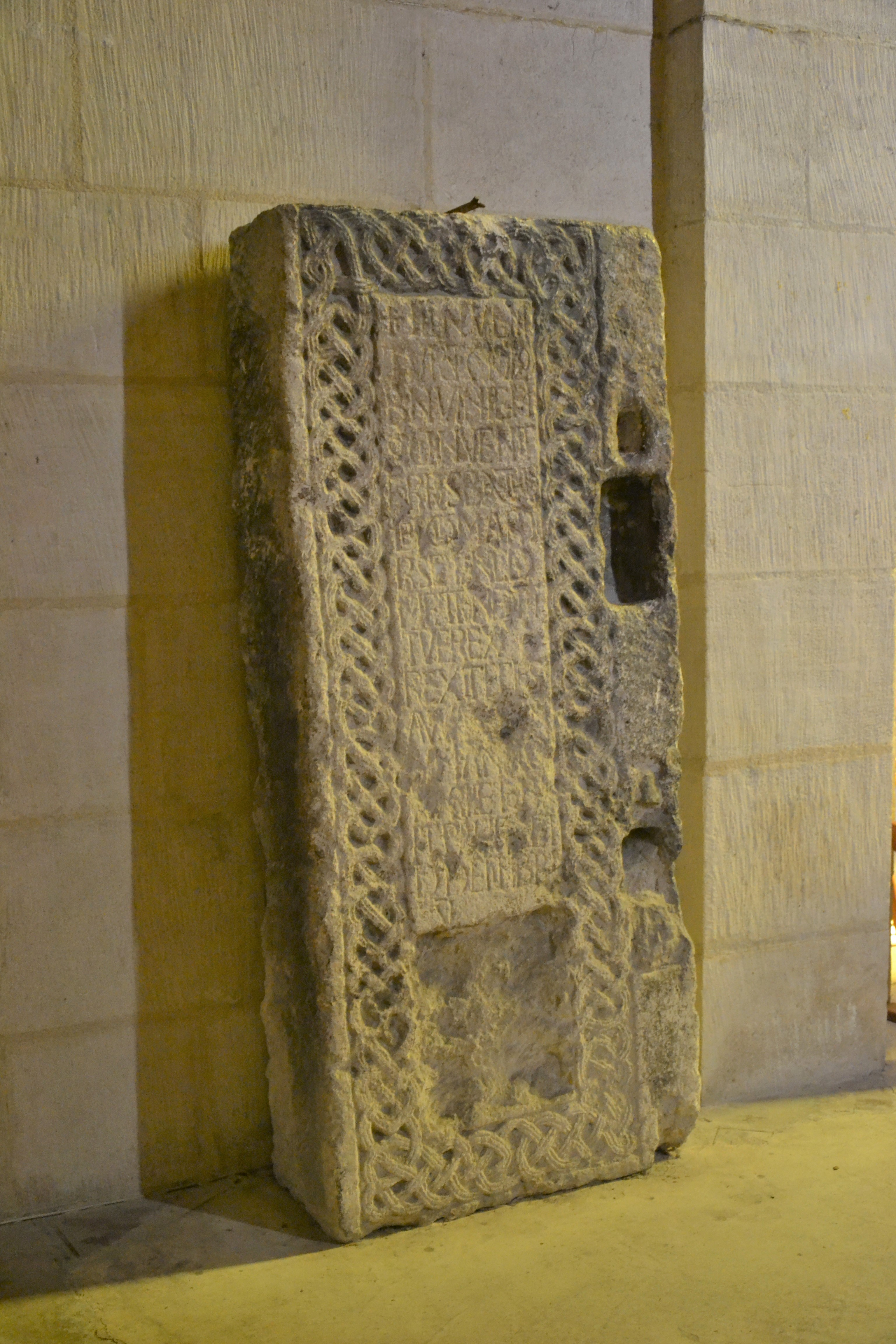
Grafsteen van bisschop Bernoin